# BNY Investments
BNY Investments ist ein US-amerikanischer Finanzdienstleister mit Sitz in New York City, Vereinigte Staaten. Das Unternehmen ist in der Vermögensverwaltung tätig und ist eine Tochtergesellschaft der Bank of New York Mellon Corporation (BNY). Es ist mit dem Vertrieb von Investmentfonds und ETFs in 35 Ländern aktiv und verwaltet ein Vermögen von 2 Billionen US-Dollar (Stand März 2025).
Das Unternehmen hat folgende Tochtergesellschaften: Dreyfus Corporation, Insight Investment, Newton Investment Management, Walter Scott.

## Geschichte
BNY Investments geht auf BNY Asset Management und Mellon Asset Management zurück, die jeweils die Vermögensverwaltungsabteilungen der Bank of New York und Mellon Financial waren.
Im Juli 2007 entstand BNY Mellon aus der Fusion der Bank of New York und Mellon Financial. BNY Mellon Investment Management (BNY Mellon IM) entstand aus der Fusion von BNY Asset Management und Mellon Asset Management. Zum Zeitpunkt der Transaktion war Mellon Asset Management mit 931 Milliarden US-Dollar an verwalteten Vermögenswerten das weitaus größere der beiden Unternehmen, während BNY Asset Management nur 179 Milliarden US-Dollar verwaltete. Zu Mellon Asset Management gehörten die Einheiten Dreyfus, Newton, Walter Scott, Boston Company Asset Management und Standish Mellon Asset Management. Zu BNY Asset Management gehörten die Einheiten Ivy Asset Management, Alcentra und Urdang Capital Management. Die Transaktion begünstigte die Führungskräfte von Mellon Asset Management, die leitende Positionen in der neu gegründeten Abteilung erhielten, darunter auch deren CEO Ronald O’Hanley, der CEO von BNY Mellon IM wurde. Im Gegensatz dazu verließen mehrere leitende Führungskräfte von BNY Asset Management das Unternehmen kurz nach Abschluss der Fusion.
Nach seiner Gründung erschloss BNY Mellon IM die Schwellenmärkte. 2007 übernahm das Unternehmen die brasilianische Vermögensverwaltungsgesellschaft ARX Capital Management, um in den brasilianischen Markt einzusteigen. Im selben Jahr ging es zudem ein Joint Venture mit Western Securities in China ein, um in den Privatkundenmarkt für Vermögensverwaltung einzusteigen. Auch im Nahen Osten erwog das Unternehmen eine Zusammenarbeit mit Staatsfonds wie der Kuwait Investment Authority und der Abu Dhabi Investment Authority.
Im Jahr 2009 erwarb BNY Mellon IM Insight Investment von der Lloyds Banking Group für 235 Mio. Pfund. Im selben Jahr erwarb BNY Mellon IM einen Anteil von 20 % an Siguler Guff.
Anfang 2010 schloss BNY Mellon IM seinen Hedgefonds-Dachfonds Ivy Asset Management. Das Kundeninteresse an dem Fonds nahm nach 2006 aufgrund der Beteiligung an Amaranth Advisors ab, was zu erheblichen Verlusten führte.
Im September 2017 verkaufte BNY Mellon IM seine Real-Asset-Einheit CenterSquare Investment Management (vormals Urdang Capital Management) an Lovell Minnick Partners.
Im Jahr 2018 fusionierte BNY Mellon IM drei seiner Investmentfirmen (Mellon Capital Management, Standish Mellon Asset Management und The Boston Company Asset Management) zu einer neuen Einheit namens Mellon Investments. Aufgrund steigender Technologie- und Forschungskosten wurde diese Konsolidierung durchgeführt, um die Kosten zu teilen.
Im Juni 2024 wurde das Unternehmen in BNY Investments umbenannt.